# التعليم في الهند
يقدم التعليم في الهند من قبل القطاع العام وكذلك القطاع الخاص، وتأتي المراقبة والموارد المالية من ثلاثة مستويات: مركزية، ودولية، ومحلية. تحت مختلف موارد الدستور الهندي، حيث يتم توفير التعليم المجاني والإجباري كحق أساسي للأطفال الذين تتراوح أعمارهم بين 6 و14 سنة حيث تبلغ نسبة المدارس الحكومية إلى المدارس الخاصة 75%.
حققت الهند تقدما من حيث زيادة نسبة حضور التعليم الابتدائي وتوسيع محو الأمية إلى ما يقارب ثلاثة أرباع السكان في الفئة العمرية من 7-10 بحلول عام 2011. وكثيرا ما يستشهد تحسين نظام التعليم في الهند حيث تعتبر إحدى المساهمين الرئيسيين في تنميتها الاقتصادية. ويعود الفضل للعديد من المؤسسات العامة التي حققت الكثير من التقدم خاصة في مجال التعليم العالي والبحث العلمي. وفي حين ارتفعت نسبة التسجيل بشكل كبير على مدى العقد الماضي. حيث بلغت نسبة القيد الاجمالية حوالي 24% في عام 2013, ولا يزال هناك مسافة كبيرة للالتحاق بمستويات التعليم العالي في الدول المتقدمة. والتحدي الذي سوف يكون من الضروري أن تتغلب علية من أجل استمرار حصد العائد الديمقراطي من سكان الهند الشباب.
في المستوى الابتدائي والثانوي، تحظى الهند بنظام واسع للتعليم الخاص الذي تستكملة الحكومة وتدير المدارس. حيث يتلقى 29% من الطلاب التعليم الخاص في 6 إلى 14 فئة عمرية. وتعتبر بعض المدارس الفنية بعد المرحلة الثانوية أيضا خاصة. بلغ سوق التعليم الخاص في الهند حوالي 450 مليون دولار أمريكي في عام 2008, ولكن من المتوقع أن تكون الولايات المتحدة بحوالي 40 مليار دولار أمريكي.
وفقا للتقرير السنوي عن التعليم عام 2012 , أن 96,5% من جميع الأطفال الذين يعيشون في المناطق الريفية الذين تتراوح أعمارهم ما بين 6-14 سبق وأن كانو مسجلين في المدرسة. وهذا هو الاستطلاع السنوي الرابع لتقرير الالتحاق فوق 96%. ووفقا لتقرير آخر في عام 2013 , التحق 22.9 مليار من الطلبة إلى مختلف المدارس الحضرية والريفية المعتمدة في الهند. من فئة متوسطة إلى كبيرة جدا وهو ما يمثل زيادة بنسبة 23 % من الطلاب مقارنة بمعدل المسجلين عام 2002 , وزيادة بنسبة 19% في تسجيل الطالبات.بينما من ناحية النوعية فإن الهند تقترب من التعليم العام، وقد تم استجواب نوعية تعليمها ولا سيما في نظام مدارسها الحكومية. أدت بعض الاسباب إلى سوء النوعية وتشمل غياب حضور معلميها حوالي 12.25% من المعلمين كل يوما.وأدخلت الولايات الهندية نظاما للاختبارات والتقييم لتحديد وتحسين هذه المدارس.
من المهم التوضيح في حال وجدت مدارس خاصة في الهند، فهي مهتمة للغاية من حيث ما يمكن أن يعلم، وما هو الشكل الذي يمكن ان تعمل فيه (يجب أن تكون غير هادفة للربح لتشغيل أي مؤسسة تعليمية معتمدة) وجميع الجوانب الأخرى من العمل. فإن التفريق بين المدارس الحكومية والمدارس الخاصة يمكن أن يكون ضليلا.
ووفقا لنظام التعليم في الهند، يتم حجز عدد كبير من المقاعد تحت سياسات العمل الإيجابي لطوائف التاريخ المحرومين والقبائل وغيرها من الطبقات المختلفة. إذ يوجد كحد أقصى في الجامعات والكليات والمؤسسات المماثلة التابعة للحكومة الاتحادية 50% من التحفظات التي تنطبق على هذه الفئات المحرومة، وقد تختلف على مستوى الدولة. لدى ماهارا شترا 73% من التحفظ في عام 2014 , وهي أعلى نسبة التحفظات في الهند.

## نظام التعليم في الهند

### نظرة عامة
تتبع مجالس الدولة المركزية بشكل موحد نموذج"10+2+3" في التعليم. حيث يتم دراسة في نموذج 3 عشر سنوات في المدارس وسنتين في الجامعة ومن ثم ثلاث سنوات للتخرج من أجل الحصول على درجة البكالوريس.تقسم العشر سنوات الأولى إلى أربع سنوات في المرحلة الابتدائية، وستة سنوات في المرحلة الثانوية تليها سنتين في الجامعة. أُنشئ نموذج 5 بتوصية من لجنة التربية والتعليم عام 1964-1966.
يوفر المجلس الوطني للبحوث التربوية والتدريب هو الهيئة العليا التي تقع في العاصمة الهندية نيودلهي. يوفر الأمور المتعلقة بمناهج التعليم في المدارس في جميع أنحاء الهند، كما يوفر الدعم والتوجية والمساعدة التقنية لعدد من المدارس في الهند ويشرف على العديد من جوانب تنفيذ سياسات التعليم.هيئات مناهج التعليم الأخرى التي تحكم نظام التعليم المدرسي هي:
- مجالس حكومة الدولة معظم حكومات الدولة لديها مجلس من «مجلس الدولة للتعليم الثانوي». ومع ذلك بعض الدول مثل ولاية أندرا براديش لديها أكثر من واحد، أيضا المقاطعات الاتحادية ليس لديها مجلس، حيث أن كلا من شانديغاز، دادرا وناغار هافيلي، دامان وديو، اكتشادويب وبودوتشيري، تبادل الخدمات مع الدول الكبرى.
- المجلس المركزي للتعليم الثانوي التي تجري الامتحانات في معايير 10 و12 والتي تسمى باختبارات المجلس.
- مجلس فحص شهادة المدرسة الهندي. حيث تجري ثلاثة امتحانات وهي شهادة للتعليم الثانوي (الفئة /الدرجة 10), وشهادة المدرسة (الفئة/الدرجة 12), وشهادة في التعليم المهني (الفئة/الدرجة 12).
- المعهد الوطني لتوسيع التعليم المدرسي حيث يجري امتحانين، وهما امتحان الثانوية وامتحان الثانوي العالي (لعموم الهند) وكذلك بعض الدورات في التعليم المهني.
- المدارس الدولية التابعة لبرنامج البكالوريا الدولية و/أو امتحانات كامبردج الدولية.
- المدارس الدينية الإسلامية، تسيطر عليها حكومات الولايات المحلية، أو الحكم الذاتي، أو التابعة لجامعات إسلامية.
- مدارس مستقلة مثل مدرسة وودستوك، ومركز أوروبيندو لانكا الدولي للتعليم، أوروفيل، باثا بهفانا وأناندا مارغا جوركيلا.
- المدارس الدولية، والتي تقدم امتحانات مستوى 10 و12 تحت البكالوريا الدولية، أو أنظمة الامتحانات الثانوية كامبردج.

بالإضافة إلى الجامعة الوطنية للتخطيط التربوي والإدارة والمجلس الوطني لتعليم المعلم حيث إنهم مسؤولين عن إدارة نظام التعليم واعتماد المعلم.

### التعليم الابتدائي
تضع الحكومة الهندية التركيز على التعليم الابتدائي، ويشار إليه أيضا بالتعليم الابتدائي للأطفال الذين تتراوح أعمارهم ما بين 6 إلى 14 سنة، لأن الدولة تقوم بإعطاء قوانين التعليم، ومدة زيادة المدارس الابتدائية تتغير بين الولايات الهندية. حظرت الحكومة الهندية أيضا عمالة الأطفال لكي تضمن عدم دخولهم في ظروف عمل غير آمنة. ومع ذلك يصعب فرض التعليم المجاني وحظر عمالة الأطفال بسبب التفاوت الاقتصادي والظروف الاجتماعية حيث أن الحكومة تدير المدارس المعترف بها بنسبة 80% في لمرحلة الابتدائية أو تدعمها مما يجعلها أكبر مزود للتعليم في البلاد.
ولكن نظرا لنقص الموارد وعدم وجود نظام سياسي يعاني من ثغرات واسعة النطاق يشمل ذلك القاصر بسبب المعلمين، ونقص البنية التحتية، وضعف مستويات تدريب المعلمين. تشير الأرقام الصادرة عن الحكومة الهندية في عام 2011 , أنه سوف يكون هناك 58,16,673 من معلمي المدارس الابتدائية في الهند.واعتباراً من شهر مارس سنة 2012 سوف يكون هناك 21,27,000 من معلمي المدارس الثانوية في الهند. كما أحرز التعليم أيضا الحرية للأطفال من 6 إلى 14 سنة من العمر أو حتى الصف 7 تحت حق الطفل فالتعليم المجاني والإلزامي لقانون التعليم عام 2009.
قامت الحكومة بعمل جهود واسعة عديدة لتعزيز جودة عالية أطلق برنامج إعادة إحياء منطقة التعليم في عام 1994 وذلك بهدف تعميم التعليم الابتدائي في الهند من خلال إصلاح نظام التعليم الاساسي الموجود. وقد قامت الحكومة المركزية بتمويل 85% والمتبقي 15% قامت الدول بتمويله. حيث قام برنامج إعادة إحياء منطقة التعليم بفتح 1.6 مليون مدرسة جديدة تشمل 84,000 من مدارس التعليم البديلة والتي تقوم بتوفير التعليم البديل إلى ما يقارب 35% من الأطفال، وأيضا دعم هذا البرنامج كلا من اليونيسف والبرامج الدولية الأخرى. في يناير كانون الثاني عام 2016 , أصبحت ولاية كيرالا أول ولاية هندية لتحقيق التعليم الابتدائي 100% من خلال برنامج محو الأمية.
وقد أظهر برنامج التعليم الابتدائي أيضا ارتفاع المعدل الإجمالي للالتحاق من 93-95% على مدى السنوات الثلاث الماضية في بعض الدول. كما تم تحسن كبير في التوظيف والتحاق الفتيات كجزء من هذا البرنامج. النظام الحالي لتعميم التعليم للجميع هو سارفا شيكا ابهيان والتي تعد واحدة من أكبر المبادرات التعليمية في العالم. وقد تم تعزيز التسجيل ولكن تظل مستويات الجودة منخفضة.

### التعليم الثانوي
يشمل التعليم الثانوي الأطفال الذين تتراوح أعمارهم بين 12 إلى 18 , وهي مجموعة تضم 8.85 مليون من الأطفال وفقا لتعداد عام 2001 في الهند. آخر سنتين من المرحلة الثانوية غالبا ما تسمى الثانوية العامة، الثانوية العليا أو ببساطة المرحلة 2, حيث تعتبر السنتين من التعليم الثانوي مرحلة هامة للحصول على شهادة النجاح. وأما بالنسبة للذين قامت المجالس المركزية بانتسابهم في ظل تنمية الموارد البشرية بالوزارة، يمكنهم مواصلة التعليم العالي بما في ذلك الكلية أو الدورات المهنية.
تضع لجنة المنح الجامعية توجيهات الدولة حتى تؤهل أعمار للمرشحين الذين يرغبون في إجراء امتحانات المجلس. ويجب أن لا تقل أعمارهم عن 15 سنة حيث في 30 مايو يحدد العام الدراسي حتى تظهر امتحانات مجلس الثانوية، وتلك التي في نفس التاريخ مؤهلة لظهور اختبارات مجلس الشهادة الثانوية العليا. ويذكر أيضا عند الانتهاء بنجاح من الثانوية العليا، يستطيع أي شخص أن يقدم طلبا للتعليم العالي تحت سيطرة لجنة المنح الجامعية مثل الهندسة، والطب، وإدارة الأعمال.
ويوجد ميزة هامة في نظام التعليم الثانوي في الهند هي التركيز على إدراج الأقسام المحرومة في المجتمع. وغالبا ما يسمى المهنيين من المعاهد المنشأة الدعم في التدريب المهني. ميزة أخرى لنظام التعليم الثانوي في الهند هي التركيز على مهنة التدريب المهني استنادا إلى مساعدة الطلاب على اكتساب مهارات له/لها.وهناك ميزة جديدة هامة للتعليم الثانوي في راشتريا مادهيميك شيكشا ابهيم.
وقد بدأ التعليم المتكامل للأطفال المعاقين عام 1974, مع التركيز على التعليم الإبتدائي.ولكن الذي تم تحويلة إلى التعليم الجامع في المرحلة الثانوية.وقد بدأت برنامج خاص آخر ملحوظ، ومشروع كندريا فيدلايا الموظفي الحكومة بوسط الهند الذين يتم توزيعهم في جميع أنحاء البلاد، بدأت الحكومة تنفيذ مشروع كندريا فيدليا عام 1965، لتوفير التعليم الموحد في المؤسسات باتباع نفس المنهج بنفس الوتيرة بغض النظر عن المكان الذي تم نقل عائلة الموظف فيه. قدمت السياسة الوطنية للتعليم عام 1986, توعية البيئة، وتعليم العلوم والتكنولوجيا، وإدخال العناصر التقليدية مثل اليوغا في نظام المدارس الثانوية الهندية.

### المدارس الخاصة
ووفقا للتقديرات الحالية، يلتحق 29% من الأطفال الهنديين في المدارس الخاصة، ويعيش أكثر من 50% من الأطفال الملتحقين في المدارس الخاصة في المناطق الحضرية.ويميل التعادل نحو التعليم الخاص في المدن والمناطق الريفية. التحق ما يقارب 20% من الأطفال عام 2004-2005 في المدارس الخاصة.وقد أصبح التعليم الخاص مرتبطا بتصور واضح للجودة، وبالتالي يصبح مرغوب فيه في نظر أصحاب المصلحة بصرف النظر عن وضعهم الاجتماعي والاقتصادي.
تقوم معظم الأسر من الطبقة المتوسطة بإرسال أطفالهم إلى المدارس الخاصة، والتي قد تكون في مدينتهم أو في المدارس الداخلية البعيدة مثل كلية راج كومار، وأقدم مدرسة خاصة في الهند راج كومار. في مثل هذه المدارس، متوسط التعليم يكون متوسط التعليم غالبا بالإنجليزية، ولكن اللغة الهندية أو اللغة الرسمية للدولة تدرس كمادة الزامية.يقتصر التعليم ما قبل المدرسة غالبا على مدارس الحي المنظمة مع بعض السلاسل المنظمة.ويعد منهج مونتيسوري أيضا شائع بفضل ماريا مونتيسوري التي بقيت في الهند خلال الحرب العالمية الأولى. في عام 2014 , كانت أربعة من أكبر عشر مرحلة ما قبل المدرسة في تشيناي مونتيسوري.
العديد من المدارس المملوكة للقطاع الخاص والمدارس الناجحة التي تحمل مسمى مثل مدارس دلهي العامة أو مدارس فرانك أنتوني العامة. وعلى غرار هذا بعض المدارس البريطانية، والتي هي مجموعة من أكبر المدارس المستقلة في إنجلترا، كما تعد باهظة الثمن ومحصورة مقابل دفع رسوم خاصة.
ووفقا لبعض البحوث، كثيرا ما توفر المدارس الخاصة من المدارس الحكومية نتائج متفوقة في ثمن الوحدة المتعددة. والسبب في ذلك أهداف عالية ورؤية أفضل. ومع ذلك، فقد اقترح آخرون أن المدارس الخاصة فشلت في توفير التعليم لأشد الأسر فقرا باستثناء خمس مدارس وقامت بالماضي بتجاهل أوامر المحكمة لتنظيمها.
وقد أشير إلى أن المدارس الخاصة تغطي المنهج بالكامل وتوفر الأنشطة اللاصيفية مثل المعارض العلمية، والتعليم العام، والرياضة، والموسيقى، والدراما. وتعد نسبة المعلمين الذكور في المدارس الخاصة أفضل بكثير (1:31 إلى:37 للمدارس الحكومية) ويوجد الكثير من المعلمات الإناث في المدارس الخاصة.وهناك بعض الخلافات حول النظام الذي يحتوي أفضل المعلمين تعليما. ووفقا لأحدث دراسة استقصائية، ان نسبة المعلمين غير المدربين هي 54.91% في القطاع الخاص، مقارنة ب44.88% في المدارس الحكومية وفقط 2.32% من المعلمين في المدارس غير المدعومة الذين يتلقون التدريب أثناء الخدمة مقابل 43.44 للمدارس الحكومية. المنافسة في سوق المدرسة قوي، ومع ذلك فإن معظم المدارس وجدت من أجل الربح. إلّا أن عدد المدارس الخاصة في الهند لا تزال منخفضة حيث أن حصة المؤسسات الخاصة هي 7% (يجري 21% مع الابتدائية العليا و32% مع الثانوية). حتى أفقرها غالبا ما تذهب إلى المدارس الخاصة على الرغم من أن المدارس الحكومية مجانا. ووجدت الدراسة ان 65% من مدارس الأطفال في الأحياء الفقيرة حيدر آباد هي مدارس خاصة.

### المدارس العالمية
اعتبارا من يناير 2015، سجلت استشارات المدارس الدولية إن الهند تحتوي على 410 مدرسة دولية، وعرفت المدارس العالمية على النحو التالي «ان استشارات المدارس الدولية تحتوي المدارس العالمية إذا كانت المدرسة توفر منهاج لأي مرحلة من ما قبل المدرسة لطلاب المرحلة الابتدائية أو الثانوية سواء كان كليا أو جزئيا باللغة الإنجليزية خارج البلاد الناطقة باللغة الإنجليزية، أو إذا كانت المدرسة في بلد حيث تعتبر فيها اللغة الإنجليزية واحدة من اللغات الرسمية أو تقدم منهاج للغة الإنجليزية المتوسطة بخلاف المنهج القائم في البلاد غير الدولية في توجهها».وهذا هو التعريف المستخدم في المنشورات ومنها مجلة التعليم المدرسي الاقتصادية.

### التعليم المنزلي
التعليم المنزلي هو قانوني في الهند، على الرغم من أنه أقل الخيارات استكشافا. موقف الحكومة الهندية بشأن هذه القضية هو إن الآباء أحرار في تعليم أولادهم في المنزل إذا كانوا يرغبون في ذلك ولديهم الإمكانيات. وقال الوزير في ذلك الحين أن تنمية الموارد البشرية كابيل سيبال على الرغم من وجود قانون التعليم عام 2009 , إلا أنه يحق للوالدين إذا قرر أحدهما عدم إرساله طفله إلى المدرسة أن لا تتدخل الحكومة.

### التعليم العالي
يمكن للطلاب بعد اجتياز اختبار الثانوية العامة (اختبار معيار 12)، يمكن للطلاب التسجيل في برامج الدرجة العامة مثل درجة البكالوريس في الفنون أو التجارة أو العلوم، أو برنامج الدرجة المهنية مثل الهندسة أو القانون أو الطب. يعد نظام التعليم العالي في الهند هو أكبر ثالث نظام احتياطي في العالم بعد الصين والولايات المتحدة. الهيئة الرئاسية على مستوى التعليم العالي هي لجنة المنح الجامعية التي تفرض معاييرها وتقدم المشورة للحكومة وتساعد في التنسيق بين المركز والدولة.ويشرف الاعتماد للتعليم العالي 12 مؤسسة مستقلة أنشئتها لجنة المنح الجامعية.
في عام 2012، يوجد في الهند 152 من الجامعات المركزية، و316 من الجامعات الحكومية، و191 من الجامعات الخاصة وتشمل المؤسسات الأخرى 33,623 كلية، بما في ذلك 1800 كلية مخصصة للنساء. ويعمل تحت تأنيث هذه الجامعات والمؤسسات 12,748 مؤسسة تقدم دورات دبلوم. يكمن التركيز في المستوى الثالث من التعليم في العلوم والتكنولوجيا والمؤسسات التعليمية الهندية بحلول عام 2004، وتتألف من عدد كبير من معاهد التكنولوجيا. وسوف تقوم هذه المعاهد بتغطية 316من الجامعات العامة للدولة و13,024 من الكليات.
هتفت بعض المؤسسات في الهند عالمياً مثل المعاهد الهندية للتكنولوجيا والمعهد الهندي للعلوم هتفت عالميا لمستوى تعليمهم تحت الدراسات العليا في الهندسة. العديد أيضا من المعاهد الأخرى أيضا في البحوث الأساسية مثل الجمعية الهندية لزراعة العلوم، والمعهد الهندي للعلوم، ومعهد تاتا للبحوث الأساسية، ومعهد حريششاندرا للبحوث هتفو لمستوى بحوثهم في العلوم الأساسية والرياضيات. وبالرغم من ذلك، فشلت الهند في توفير الجامعات العالمية سواء في القطاع الخاص أو القطاع العام.